# Mindre olivastrild
Mindre olivastrild (Nesocharis shelleyi) är en afrikansk fågel i familjen astrilder inom ordningen tättingar. Fågeln förekommer i skogsområden och jordbruksmarker i ett litet område i Kamerun, Nigeria och på ön Bioko. Den är med kroppslängden 8 cm minst av astrilderna. Beståndet anses vara livskraftigt. 

## Utseende och läte
Mindre olivastrild är en förvånansvärd kompakt astrild med kort stjärt och tjock blåaktig dräkt. Den har svart huvud, gulgrönt på rygg och vingar och grått på underisdan. Hanen har även gulgrönt på bröstet. Lätena består av ljusa "siew" och sången är en serie med ljusa och sträva toner.

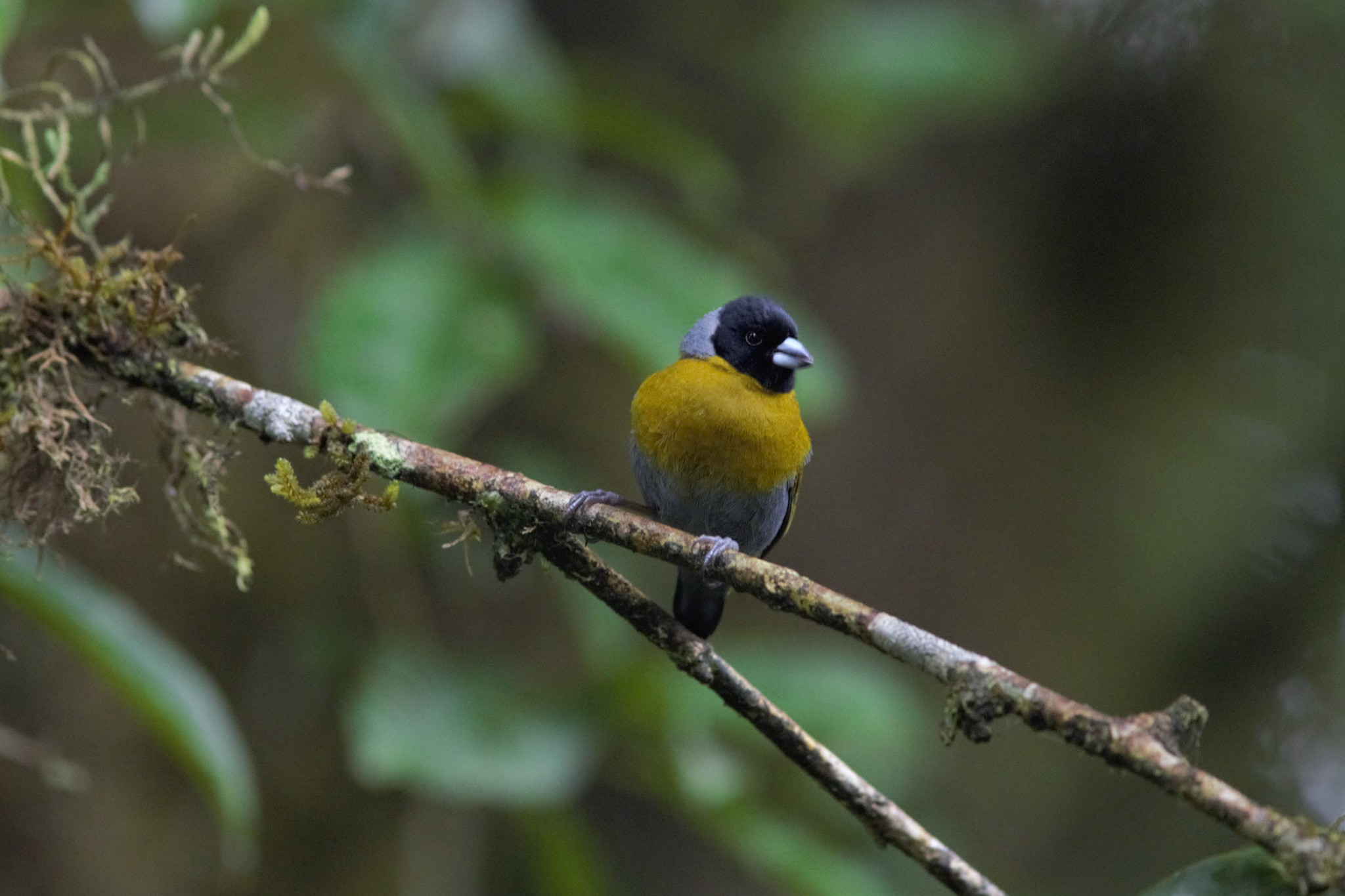
Mindre olivastrild fotograferad i Kamerun.

## Utbredning och systematik
Mindre olivastrild placeras i släktet Nesocharis. Den delas in i två underarter med följande utbredning:
- Nesocharis shelleyi shelleyi – förekommer i södra Kamerun (Kamerunberget) samt på Bioko (Moka)
- Nesocharis shelleyi bansoensis – förekommer i högländer i Kamerun och sydöstra Nigeria (Oboduplatån)

## Levnadssätt
Mindre olivastrild hittas i skogsområden och jordbruksbygd. Den födosöker akrobatiskt på smågrenar, ormbunkar och annat i undervegetationen, ibland högre upp i träden. Fågeln ses enstaka eller i smågrupper.

## Status och hot
Arten har ett stort utbredningsområde och en stor population med stabil utveckling och tros inte vara utsatt för något substantiellt hot. Utifrån dessa kriterier kategoriserar internationella naturvårdsunionen IUCN arten som livskraftig (LC). Världspopulationen har inte uppskattats men den beskrivs som lokalt vanlig till ovanlig.

## Taxonomi och namn
Mindre olivastrild beskrevs vetenskapligt 1903 av Boyd Alexander. Fågelns vetenskapliga artnamn hedrar George Ernest Shelley (1840-1910), kapten i brittiska armén men också geolog, ornitolog och samlare verksam i Sydafrika, Egypten, Sudan, Australien och Burma. Tidigare kallades den Shelleys olivastrild även på svenska, men tilldelades 2023 ett mer informativt namn av BirdLife Sveriges taxonomikommitté. På svenska har den även kallats svarthuvad astrild.